# Trofeu Ciutat de San Vendemiano
El Trofeu Ciutat de San Vendemiano és una competició ciclista d'un dia que es disputa a San Vendemiano (província de Treviso). La primera edició data del 1947 amb el nom de GP Industria e Commercio di San Vendemiano. El 2008 va entrar a formar part del calendari de l'UCI Europa Tour, sent reservada a ciclistes sub-23, i canviant el nom a l'actual.

## Palmarès

### Fins al 1988
| - 1947: Giovanni Sem - 1952: Giuseppe Fornasiero - 1954: Alfredo Sabbadin - 1956: Pietro Zoppas - 1958: Mario Vallotto - 1966: Gianfranco Bianchin - 1967: Giannino Bianco - 1968: Marino Conton - 1969: Loris Zampieri - 1970: Selvino Poloni | - 1971: Enzo Brentegani - 1972: Dorini Vanzo - 1973: Adriano Brunello - 1974: Luigino Dassie - 1975: Emiel Gijsemans - 1976: Natalino Bonan - 1977: Carlo Tonon - 1978: Nazzareno Berto - 1979: Gastone Martini | - 1980: Carlo Tonon - 1981: Claudio Argentin - 1982: Sergio Scremin - 1983: Maurizio Volpato - 1984: Luciano Bottaro - 1985: Fabio Parise - 1986: Silvano Lorenzon - 1987: Fausto Boreggio - 1988: Stefano Checchin |

### A partir del 1989
| Any                         | Vencedor             | Segon              | Tercer              |
| --------------------------- | -------------------- | ------------------ | ------------------- |
| 1989                        | Dario Bottaro        | Ivan Parolin       | Stefano Cattai      |
| 1990                        | Mirko Gualdi         | William Chiementin | Sergio Girardi      |
| 1991                        | Gabriele Valentini   | Daniele Sgnaolin   | Sandro Modonutti    |
| 1992                        | Mirko Gualdi         | Marco Rosani       | Paolo Lanfranchi    |
| 1993                        | Luca Prada           | Denis Zanette      | Roberto Menegotto   |
| 1994                        | Daniele Giacomin     | Ilario Scremin     | Luca Prada          |
| 1995                        | Marco Fincato        | Michele Favaron    | Michele Bedin       |
| 1996                        | Marzio Bruseghin     | Rodolfo Ongarato   | Alessandro Romio    |
| 1997                        | Ivan Basso           | Jan Valach         | Massimo Mestriner   |
| 1998                        | Oleg Grixkin         | Emanuele Negrini   | Gianluca Nicole'    |
| 1999                        | Michele Michielin    | Olexandr Klimenko  | Andrei Karpatchev   |
| 2000                        | Aleksandar Nikacevic | Giancarlo Ginestri | Manuel Bortolotto   |
| 2001                        | Stefano Lugana       | Sergey Krushevskiy | Alessandro Ballan   |
| 2002                        | Ivan Ravaioli        | Ezio Casagrande    | Claudio Corioni     |
| 2003                        | Giancarlo Ginestri   | Emanuele Sella     | Nicola Scattolin    |
| 2004                        | Fabrizio Galeazzi    | Matej Mugerli      | Drasutis Stundzia   |
| 2005                        | Nicola Del Puppo     | Drasutis Stundzia  | Davide Bragazzi     |
| 2006                        | Maksim Belkov        | Davide Battistella | Massimiliano Turco  |
| 2007                        | Sacha Modolo         | Oleg Berdos        | Alessandro Garziera |
| Trofeu Ciutat de Vendemiano |                      |                    |                     |
| 2008                        | Simon Clarke         | Giorgio Cecchinel  | Blaz Furdi          |
| 2009                        | Alessandro Mazzi     | Thomas Tiozzo      | Enrico Battaglin    |
| 2010                        | Stefano Agostini     | Andrea Vaccher     | Enrico Battaglin    |
| 2011                        | Michele Gazzara      | Mario Sgrinzato    | Patrick Lane        |
| 2012                        | Enrico Barbin        | Daniele Dall'Oste  | Jakub Novak         |
| 2013                        | Mark Dzamastagic     | Tim Mikelj         | Gianluca Miliani    |
| 2014                        | Giacomo Berlato      | Caleb Ewan         | Simone Andreetta    |
| 2015                        | Gianni Moscon        | Stefano Nardelli   | Robert Power        |
| 2016                        | Simone Consonni      | Filippo Ganna      | Nicola Bagioli      |
| 2017                        | Nicola Conci         | Jai Hindley        | Edward Dunbar       |
| 2018                        | Alberto Dainese      | Francesco Romano   | Francesco Di Felice |
| 2019                        | Andrea Bagioli       | Martin Marcellusi  | Marco Murgano       |
| 2020                        | Antonio Tiberi       | Kevin Colleoni     | Matteo Baseggio     |
| 2021                        | Paul Lapeira         | Jacopo Menegotto   | Mattia Petrucci     |
| 2022                        | Federico Guzzo       | Fran Miholjević    | Germán Dario Gómez  |
| 2023                        | Anders Foldager      | Andrea Debiasi     | Giosuè Epis         |